# Ранняя болезнь Альцгеймера
Ранняя болезнь Альцгеймера (англ. Early-onset Alzheimer's disease, EOAD), также болезнь Альцгеймера с ранним началом (англ. Younger-onset Alzheimer's disease, YOAD) — болезнь Альцгеймера, диагностируемая в возрасте до 65 лет. Это необычная форма болезни, на которую приходится всего 5—10 % всех случаев заболеваний. Около 60 % имеют положительный семейный анамнез болезни Альцгеймера, и 13 % из них наследуются по аутосомно-доминантному типу. Большинство случаев болезни Альцгеймера с ранним началом имеет те же черты, что и обычная форма, и не вызвано известными генетическими мутациями.
Болезнь может развиться у людей в возрасте 30—40 лет, хотя и крайне редко, в основном страдают люди в возрасте 50—60 лет.

## Семейная и несемейная болезнь Альцгеймера
Болезнь Альцгеймера (БА) является нейродегенеративным заболеванием и наиболее частой причиной деменции; обычно начинается в пожилом возрасте. Семейная болезнь Альцгеймера является наследственной и редкой формой БА. Семейная БА обычно проявляется в более раннем возрасте — до 65 лет — и подразумевает наличие нескольких больных в одном или нескольких поколениях. Несемейные случаи БА называются «спорадической» БА, когда генетические факторы риска незначительны или неясны. Семейная болезнь Альцгеймера составляет 10—15 % всех случаев EOAD.

## Признаки и симптомы
EOAD поражает обычно между 30 и 60 годами. Ранние признаки AD включают необычную потерю памяти, особенно при запоминании недавних событий и имён людей и вещей (логопеническая первичная прогрессирующая афазия). По мере прогрессирования заболевания у пациента появляются более серьёзные проблемы, он становится подвержен перепадам настроения и не может выполнять сложные действия, такие как вождение автомобиля. Другие распространённые признаки включают спутанность сознания, неверные суждения, нарушение речи, возбуждение, абстиненцию, галлюцинации, судороги, синдром Паркинсона, повышенный мышечный тонус, миоклонус, недержание мочи, недержание кала и мутизм. На более поздних стадиях EOAD больные забывают, как выполнять простые действия, и требуют постоянного ухода.

## Причины
Семейная БА наследуется по аутосомно-доминантному типу, определяется генетикой и другими характеристиками, такими как возраст начала заболевания. 

### Генетика

Семейная БА наследуется по аутосомно-доминантному типу.

Семейная болезнь Альцгеймера вызывается мутацией по меньшей мере в одном из трех генов, которые кодируют пресенилин 1, пресенилин 2 и АРР.

#### PSEN1 — Пресенилин 1
Ген пресенилина 1 (PSEN1, расположенный на хромосоме 14) был идентифицирован Шеррингтоном (1995), и были идентифицированы множественные мутации. Мутации в этом гене с уверенностью вызывают семейную болезнь Альцгеймера 3 типа обычно в возрасте до 50 лет. На этот тип приходится 30-70 % EOFAD. Этот белок был идентифицирован как часть ферментативного комплекса, который отщепляет бета-амилоидный пептид от АРР
Ген содержит 14 экзонов, а кодирующая часть оценивается в 60 т.п.н., как сообщают Rogaev (1997) и Del-Favero (1999). Белок, кодируемый геном (PS1), является интегральным мембранным белком. Как утверждает Ikeuchi (2002), он расщепляет белок Notch1, поэтому Koizumi (2001) считает, что он играет роль в сомитогенезе у эмбриона. Он также оказывает действие на белок-предшественник амилоида, что указывает на вероятную роль в патогенезе БАД. Гомологи PS1 обнаружены у растений, беспозвоночных и других позвоночных.
Некоторые из мутаций в гене, из которых известно более 90, включают: His163Arg, Ala246Glu, Leu286Val и Cys410Tyr. Большинство из них демонстрирует полную пенетрантность, но распространенной мутацией является Glu318Gly, и это предрасполагает людей к семейной БА, при этом исследование Taddei (2002) выявило заболеваемость 8,7 % у пациентов с семейной БА.

#### PSEN2 — Пресенилин 2
Ген пресенилина 2 (PSEN2) очень похож по структуре и функциям на PSEN1 . Он расположен на хромосоме 1 (1q31-q42), и мутации в этом гене вызывают БАД 4 типа. На этот тип приходится менее 5 % всех случаев EOFAD. Ген был идентифицирован Рудольфом Танзи и Джерри Шелленбергом в 1995 году. Последующее исследование Kovacs (1996) показало, что белки PS1 и PS2 обнаруживаются в одинаковых количествах и в одних и тех же органеллах в нервных клетках млекопитающих. Levy-Lahad (1996) определил, что PSEN2 содержит 12 экзонов, 10 из которых являются кодирующими экзонами, и что первичный транскрипт кодирует полипептид из 448 аминокислот с гомологией PS1 на 67 %. Этот белок был идентифицирован как часть ферментативного комплекса, который отщепляет бета-амилоидный пептид от АРР (см. ниже).
Мутации не так хорошо изучены, как PSEN1, но были идентифицированы различные аллельные варианты. К ним относится Asn141Ile, впервые идентифицированный Рудольфом Танци и Джерри Шелленбергом в семьях поволжских немцев с семейной болезнью Альцгеймера (Levy-Lahad et al. Природа, 1995). Одно из этих исследований, проведенное Nochlin (1998), выявило тяжелую амилоидную ангиопатию у больных членов семьи. Этот фенотип может быть объяснен исследованием Tomita (1997), предполагающим, что мутация Asn141Ile изменяет метаболизм АРР, вызывая повышенную скорость отложения белка в бляшках.
Другими аллельными вариантами являются Met239Val, который был идентифицирован в итальянской родословной Рогаевым (1995), который также ранее предположил, что ген может быть подобен PSEN1, и мутация Asp439Ala в экзоне 12 гена, предложенная Lleo (2001) для изменения эндопротеолитического процессинга ФС2.

#### APP — белок-предшественник бета-амилоида (A4)

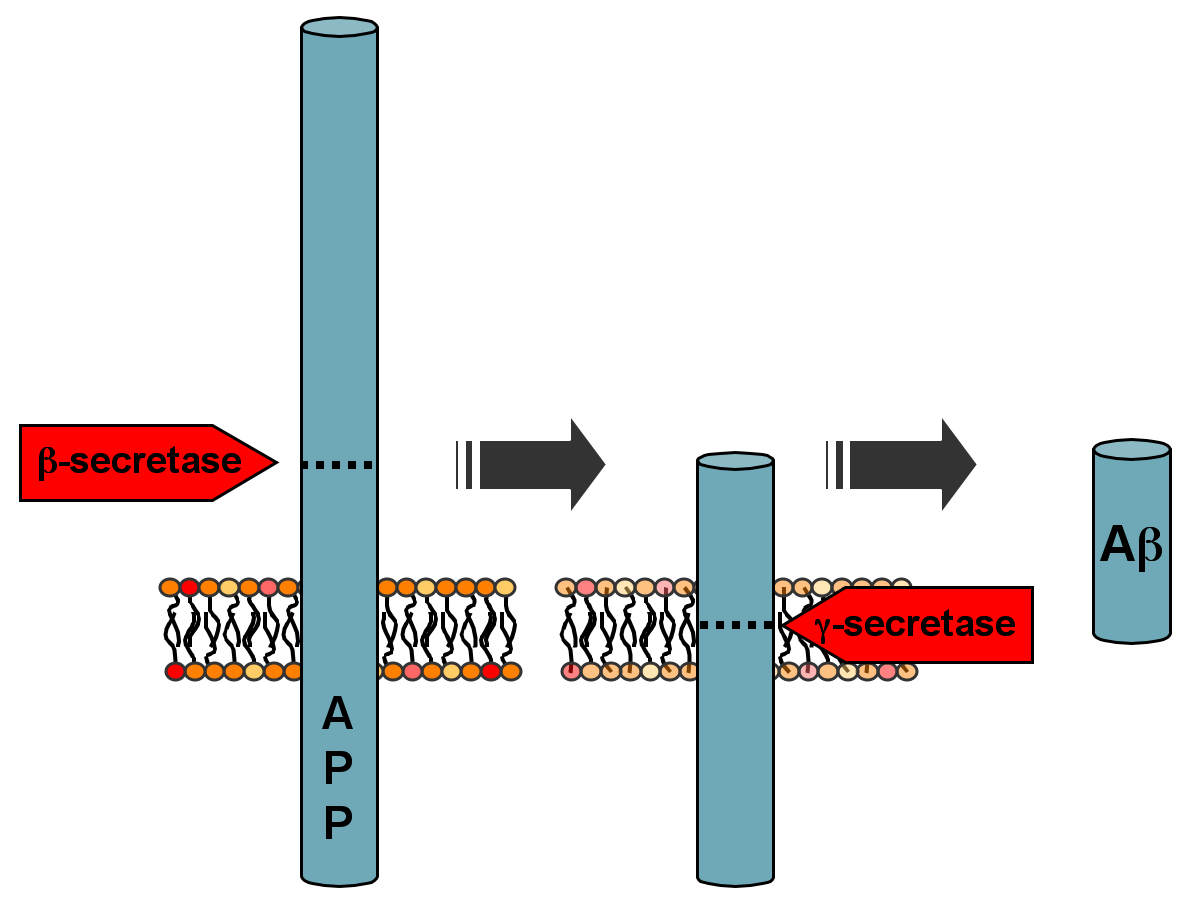
Процессинг белка-предшественника амилоида

Мутации в белке-предшественнике бета-амилоида А4 (APP), расположенном на длинном плече хромосомы 21 (21q21.3), вызывают семейную болезнь Альцгеймера.
На этот тип приходится не более 10-15 % EOFAD. 
Три из различных мутаций АРР идентифицированы и охарактеризованы: шведская мутация, лондонская мутация (АРР V717I) и арктическая мутация. Функциональный анализ этих мутаций значительно расширил понимание патогенеза заболевания. В то время как шведская мутация, расположенная в сайте расщепления β-секретазы, приводит к общему более высокому продуцированию пептидов Aβ за счет увеличения β-секреторного расщепления, мутация London, а также другие мутации в кодоне 717 АРР, сдвигает соотношение токсичных видов Aβ к более склонному к агрегации пептиду длиной 42 аминокислоты, в то время как мутация Arctic приводит к изменению конформации пептида Aβ и увеличению образования токсичных протофибрилл Aβ.

### Механизм
Гистологически семейная БА практически неотличима от других форм заболевания. Отложения амилоида можно увидеть в срезах ткани головного мозга . Этот амилоидный белок образует бляшки и нейрофибриллярные клубки, которые продвигаются по мозгу. Очень редко бляшка может быть уникальной или нехарактерной для БА; это может произойти, когда в одном из генов происходит мутация, которая создает функциональный, но деформированный белок вместо неэффективных генных продуктов, которые обычно возникают в результате мутаций. 
Нейробиология этого заболевания только недавно начинает пониматься. Исследователи работали над картированием путей воспаления, связанных с развитием, прогрессированием и дегенеративными свойствами БА. Основные молекулы, участвующие в этих путях, включают глиальные клетки (особенно астроциты и микроглию), бета-амилоид и провоспалительные соединения. Когда нейроны по всему мозгу повреждаются и умирают, связи между сетями нейронов могут нарушаться, и многие области мозга начинают сжиматься. На последних стадиях болезни Альцгеймера этот процесс, называемый атрофией головного мозга, широко распространен, вызывая значительную потерю объёма мозга. Эта потеря объёма мозга влияет на способность жить и нормально функционировать, что в конечном итоге приводит к летальному исходу.
Бета-амилоид представляет собой небольшую часть более крупного белка, называемого белком-предшественником амилоида (АРР). Как только APP активируется, он разрезается на более мелкие участки других белков. Одним из фрагментов, образующихся в этом процессе разрезания, является β-амилоид. β-амилоид более «липкий», чем любой другой фрагмент, полученный из разрезаемого АРР, поэтому он запускает процесс накопления в головном мозге, что обусловлено различными генетическими и биохимическими аномалиями. В конце концов фрагменты образуют олигомеры, затем фибриллы, бета-слои и, наконец, бляшки. Присутствие β-амилоидных бляшек в головном мозге заставляет организм активировать клетки микроглии и астроциты.
После расщепления β-секретазой АРР расщепляется мембраносвязанным белковым комплексом, называемым γ-секретазой, с образованием Aβ. Пресенилины 1 и 2 являются ферментативными центрами этого комплекса наряду с никастрином, Aph1 и PEN-2. Расщепление АРР альфа-секретазой, которое препятствует продукции Aβ, является наиболее распространенным событием процессинга АРР. В гене APP обнаружена 21 аллельная мутация. Они гарантируют начало семейной болезни Альцгеймера с ранним началом, и все они происходят в области гена АРР, который кодирует домен Aβ.

### Генетическое тестирование
Генетическое тестирование доступно для лиц с симптомами и бессимптомных родственников. Среди семей с EOFAD 40-80 % будут иметь обнаруживаемую мутацию в гене APP, PSEN1 или PSEN2. Следовательно, в некоторых семьях с EOFAD не будет идентифицируемой мутации при тестировании. 

## История
Симптомы болезни Альцгеймера как отдельной нозологической единицы были впервые выявлены Эмилем Крепелином, работавшим в лаборатории Альцгеймера, а характерная нейропатология впервые наблюдалась Алоизом Альцгеймером в 1906 году. Из-за огромного значения, которое Крепелин придавал поиску невропатологической основы психических расстройств, он принял решение, что болезнь будет носить имя Альцгеймера.

## Направления исследований
В то время как семейная AD с ранним началом, по оценкам, составляет только 1 % от общего числа случаев болезни Альцгеймера, она представляет собой полезную модель для изучения различных аспектов этого расстройства. В настоящее время мутации гена семейной БА с ранним началом определяют подавляющее большинство терапевтических открытий и разработок на основе животных моделей для БА.